# Нунцианте, Дженнаро
Дженнаро Нунцианте (итал. Gennaro Nunziante; 30 октября 1963, Бари, Апулия, Италия) — итальянский кинорежиссёр

, сценарист, актёр кино.

## Биография
В 1985 году Д. Нунцианте стал создателем, режиссёр телевизионных программ и автором песен комедийного дуэта «Toti e Tata».
С начала 2000 годов начал карьеру в качестве режиссёра и сценариста.
Плодотворно сотрудничает с актёром, композитором и сценаристом Кекко Дзалоне. Их совместный фильм «К чёрту на рога» (2016), собрал 65,3 миллиона евро, и стал самым кассовым итальянским фильмом всех времён.

## Избранные сценарии
- Filomena Coza Depurada (1992)
- Mazza e Panella (1992)
- Teledurazz] (1993)
- Il Polpo (1993)
- Extra Tv (1994)
- Infelice Natale (1994)
- Zero a Zero (1995)
- Melensa (1995)
- ER — Medici al capolinea (2003)

## Избранная фильмография
- 2006 — «Commediasexi» (сценарист)
- 2009 — «Я падаю с облаков» / «Cado dalle nubi» (Режиссёр и сценарист)
- 2011 — «Какой прекрасный день» / «Che bella giornata» (Режиссёр и сценарист)
- 2013 — «Солнце льёт, как из ведра» /«Sole a catinelle» (Режиссёр и сценарист)
- 2016 — «К чёрту на рога» / «Quo vado?» (Режиссёр и сценарист)
- 2016 — «Тирамису» / «Tiramisù» (сценарист)
- 2016 — «Come diventare grandi nonostante i genitori» (сценарист)
- 2018 — «Овощ» / «Il vegetale» (Режиссёр и сценарист)

## Актёрские работы
- 2000 — «Большой взрыв» / «Il grande botto»
- 2002 — «Casomai»

## Награды
- Кинопремия «Серебряная лента» (2010, 2011, 2016)
- Премия «Globo d’oro» (2010, 2011)
- Премия Давид ди Донателло 2014
- Премия Давид ди Донателло 2016